# Разград (община)
Община Разград е разположена в Североизточна България и е една от съставните общини на област Разград.

## География

### Географско положение, граници, големина
Общината заема югозападните и част от централните части на област Разград. С площта си от 655,428 km2 е най-голямата сред 7-те общини на областта, което съставлява 26,97% от територията на областта. Границите ѝ са следните:
- на север – община Кубрат;
- на североизток – община Завет и община Исперих;
- на изток – община Самуил;
- на югоизток – община Лозница
- на югозапад – община Попово, област Търговище;
- на запад – община Цар Калоян;
- на северозапад – община Ветово, област Русе.

### Природни ресурси

#### Релеф
Община Разград се намира в южната част на Източната Дунавска равнина. Релефът на общината е предимно хълмист, с надморска височина между 200 и 350 m. Южните и югозападните райони на общината, на югозапад от долината на река Бели Лом са заети от северните части на Разградските височини. В тях, на 2 km западно от село Островче, на границата с област Търговище се намира най-високата ѝ точка – 481,8 m. На североизток от долината на Бели Лом в пределите на общината попадат крайните западни части на Самуиловските височини. Тук североизточно от село Недоклан е издига връх Юкараорман 413 m. Районите на север от Самуиловските височини и североизточно от долината на Бели Лом попадат в крайните западни части на Лудогорското плато. В него северно от село Дряновец, на границата с Община Ветово, в коритото на река Бели Лом е най-ниската ѝ точка – 162 m н.в.

#### Води
Основна водна артерия на община Разград е река Бели Лом (дясна съставяща на река Русенски Лом, десен приток на Дунав). Реката извира на около 2 km западно от село Островче, минава през селото и напуска общината като навлиза в община Лозница. Югоизточно от село Ушинци отново влиза на територията на община Разград и се насочва в североизточна посока. Минава последователно през село Ушинци, центърът на град Разград, покрай селата Гецово и Дряновец и на около 5 km северно от последното напуска пределите на общината и навлиза в област Русе. По цялото си протежение от село Ушинци до село Дряновец долината ѝ е широка с полегати склонове. След това до границата ѝ с област Русе долината ѝ е каньоновидна, дълбоко всечена в околния релеф и с множество меандри.
От Община Разград водят началото си още две реки принадлежащи към басейна на река Дунав. На 1 km югоизточно от село Липник извира Топчийска река (десен приток на Дунав). Тя тече на север, а след село Побит камък на запад до село Топчии в широка и плитка долина през Лудогорското плато. В село Топчии завива на север, като долината ѝ придобива каньоновиден характер и на около 3 km северозападно от селото навлиза в община Кубрат.
В южната част на село Ясеновец от извор-чешма води началото си река Чаирлък (Текедере, ляв приток на река Царацар, която е десен приток на Дунав). Тя тече на север в широка долина, минава западно от село Черковна и североизточно от него навлиза в Община Исперих.
На някои от левите притоци на река Бели Лом има изградени няколко микроязовира, водите на които основно се използват за напояване на обширните земеделски земи в региона. По-големи от тях са: „Осенец“, „Балкански“, „Разград 1“ и др.

### Населени места
Общината се състои от 22 населени места. Списък на населените места, подредени по азбучен ред, население и площ на землищата им:
| Населено място | Пребр. на населението през 2021 г. | Площ на землището (в км2) | Забележка (старо име)                   | Населено място | Пребр. на населението през 2021 г. | Площ на землището (в км2) | Забележка (старо име)              |
| Балкански      | 241                                | 31,958                    | Калфа кьой, Калфа дере, Телец, Балканци | Побит камък    | 235                                | 46,695                    | Дикили таш                         |
| Благоево       | 517                                | 43,804                    | Къзъл Мурад, Ново село, Батенберг       | Пороище        | 344                                | 23,773                    | Арнаут                             |
| Гецово         | 1645                               | 39,616                    | Хасанлар, Борисово                      | Просторно      | 143                                | -                         | в з-щето на с. Топчии              |
| Дряновец       | 587                                | 48,240                    |                                         | Радинград      | 242                                | 8,390                     | Калайджии                          |
| Дянково        | 1974                               | 49,619                    | Калово                                  | Разград        | 29 107                             | 92,845                    |                                    |
| Киченица       | 448                                | 12,978                    | Килли куюджук                           | Раковски       | 1497                               | 38,224                    | Касъм куюджук                      |
| Липник         | 430                                | 9,710                     |                                         | Стражец        | 1255                               | -                         | Инебекчии, в з-щето на гр. Разград |
| Мортагоново    | 872                                | 25,630                    | Ахмак, Ахмач                            | Топчии         | 390                                | 33,019                    |                                    |
| Недоклан       | 171                                | 9,187                     |                                         | Ушинци         | 292                                | 16,704                    | Каба кулак                         |
| Осенец         | 737                                | 50,875                    | Хюсенче                                 | Черковна       | 72                                 | 19,577                    |                                    |
| Островче       | 144                                | 18,031                    | Кючук ада кьой, Малка ада               | Ясеновец       | 2315                               | 30,553                    | Дущубак                            |

## Административно-териториални промени
- през 1880 г. – преименувано е с. Кара Мурад (Ново село) на с. Батенберг без административен акт;
- Указ № 155/обн. 03.03.1894 г. – преименува с. Хасанлар на с. Борисово;
- Указ № 447/обн. 07.12.1901 г. – преименува с. Хюсенче на с. Осенец;
- МЗ № 2820/обн. 14.08.1934 г. – преименува с. Кючук ада кьой (Малка ада) на с. Островче;

– преименува с. Дикили таш на с. Побит камък;
– преименува с. Арнаут на с. Пороище;
– преименува с. Калфа кьой (Калфа дере) на с. Телец;
– преименува с. Каба кулак на с. Ушинци;
- МЗ № 3072/обн. 11.09.1934 г. – преименува с. Килли куюджук на с. Киченица;

– преименува с. Дущубак на с. Ясеновец;
- МЗ № 3775/обн. 07.12.1934 г. – преименува с. Зинджирли куюджук на с. Кладенци;

– преименува с. Ахмак (Ахмач) на с. Мортагоново;
– преименува с. Калайджии на с. Радинград;
– преименува с. Касъм куюджук на с. Раковски;
– преименува с. Инебекчии на с. Стражец;
- МЗ № 7552/обн. 22.11.1947 г. – преименува с. Батенберг на с. Благоево;
- МЗ № 8866/обн. 5 януари 1948 г. – преименува с. Борисово на с. Гецово;
- Указ № 290/обн. 23.06.1950 г. – преименува с. Телец на с. Балканци;

– преименува с. Калово на с. Дянково;
- Указ № 317/обн. 13.12.1955 г. – заличава с. Кладенци и го присъединява като квартал на с. Раковски;
- Указ № 460/обн. 14.11.1961 г. – признава н.м. Гара Топчии (от с. Топчии) за отделно населено място – с. Просторно;
- Указ № 960/обн. 4 януари 1966 г. – отстранява грешката в името на с. Балканци на с. Балкански;
- Указ № 757/обн. 08.05.1971 г. – заличава селата Гецово, Пороище и Стражец и ги присъединява като квартали на гр. Разград;
- Указ № 1885/обн. 06.09.1974 г. – заличава гар.с. Гара Разград и го присъединява като квартал на гр. Разград;
- Указ № 250/обн. 22.08.1991 г. – отделя кварталите Гецово, Пороище и Стражец от гр. Разград и ги възстановява като отделни населени места – с. Гецово, с. Пороище и с. Стражец
- Указ № 111/обн. 18.04.2003 г. – отделя селата Просторно и Топчии и техните землища от община Ветово, област Русе и ги присъединява към община Разград, област Разград;
- Указ № 372/обн. 28 януари 2005 г. – отделя с. Островче и неговото землище от община Лозница и го присъединява към община Разград.

## Население

### Етнически състав
Численост и дял на етническите групи според преброяването на населението през 2011 г., по населени места (подредени по численост на населението):
| Населено място | Численост | Численост | Численост | Численост | Численост | Численост           | Численост     | Населено място | Дял (в %) | Дял (в %) | Дял (в %) | Дял (в %) | Дял (в %)           | Дял (в %)     |
| Населено място | Общо      | Българи   | Турци     | Цигани    | Други     | Не се самоопределят | Не отговорили | Населено място | Българи   | Турци     | Цигани    | Други     | Не се самоопределят | Не отговорили |
| Общо           | 51 095    | 30 660    | 14 296    | 1549      | 264       | 448                 | 3880          | 100.00         | 60.01     | 27.97     | 3.03      | 0.52      | 0.88                | 7.59          |
| -------------- | --------- | --------- | --------- | --------- | --------- | ------------------- | ------------- | -------------- | --------- | --------- | --------- | --------- | ------------------- | ------------- |
| Разград        | 33 880    | 24 701    | 5902      | 288       | 140       | 195                 | 2654          | Разград        | 72.90     | 17.42     | 0.85      | 0.41      | 0.57                | 7.83          |
| Дянково        | 2735      | 164       | 2423      |           |           | 42                  | 73            | Дянково        | 5.99      | 88.59     |           |           | 1.53                | 2.66          |
| Ясеновец       | 2352      |           | 1310      | 766       |           | 82                  | 143           | Ясеновец       |           | 55.69     | 32.56     |           | 3.48                | 6.07          |
| Раковски       | 2106      | 81        | 1454      | 281       |           |                     | 244           | Раковски       | 3.84      | 69.04     | 13.34     |           |                     | 11.58         |
| Гецово         | 1774      | 1696      | 5         | 0         | 11        | 3                   | 59            | Гецово         | 95.60     | 0.28      | 0.00      | 0.62      | 0.16                | 3.32          |
| Стражец        | 1562      | 325       | 822       | 125       | 65        | 22                  | 203           | Стражец        | 20.80     | 52.62     | 8.00      | 4.16      | 1.40                | 12.99         |
| Мортагоново    | 1026      |           | 885       |           |           | 8                   | 95            | Мортагоново    |           | 86.25     |           |           | 0.77                | 9.25          |
| Осенец         | 822       | 755       | 3         | 21        | 25        | 3                   | 15            | Осенец         | 91.84     | 0.36      | 2.55      | 3.04      | 0.36                | 1.82          |
| Киченица       | 687       | 46        | 586       | 6         | 0         | 23                  | 26            | Киченица       | 6.69      | 85.29     | 0.87      | 0.00      | 3.34                | 3.78          |
| Дряновец       | 628       | 510       | 0         | 9         | 14        | 3                   | 92            | Дряновец       | 81.21     | 0.00      | 1.43      | 2.22      | 0.47                | 14.64         |
| Липник         | 554       | 40        | 453       | 0         | 0         | 4                   | 57            | Липник         | 7.22      | 81.76     | 0.00      | 0.00      | 0.72                | 10.28         |
| Благоево       | 530       | 464       | 56        | 3         |           |                     | 5             | Благоево       | 87.54     | 10.56     | 0.56      |           |                     | 0.94          |
| Топчии         | 450       | 361       |           | 0         |           | 8                   | 78            | Топчии         | 80.22     |           | 0.00      |           | 1.77                | 17.33         |
| Пороище        | 367       | 355       | 0         |           |           |                     | 8             | Пороище        | 96.73     | 0.00      |           |           |                     | 2.17          |
| Ушинци         | 292       | 286       | 0         | 0         | 0         | 1                   | 5             | Ушинци         | 97.94     | 0.00      | 0.00      | 0.00      | 0.34                | 1.71          |
| Радинград      | 262       | 41        | 217       | 0         |           |                     | 2             | Радинград      | 15.64     | 82.82     | 0.00      |           |                     | 0.76          |
| Балкански      | 247       | 219       | 3         | 6         |           |                     | 17            | Балкански      | 88.66     | 1.21      | 2.42      |           |                     | 6.88          |
| Побит камък    | 235       | 192       | 7         |           | 0         |                     | 34            | Побит камък    | 81.70     | 2.97      |           | 0.00      |                     | 13.76         |
| Недоклан       | 216       | 30        | 161       | 0         | 0         | 0                   | 25            | Недоклан       | 13.88     | 74.53     | 0.00      | 0.00      | 0.00                | 11.57         |
| Просторно      | 175       | 121       |           | 9         | 0         |                     | 44            | Просторно      | 69.14     |           | 5.14      | 0.00      |                     | 25.14         |
| Черковна       | 98        | 90        | 6         |           | 0         |                     | 1             | Черковна       | 91.83     | 6.12      |           | 0.00      |                     | 1.02          |
| Островче       | 97        | 96        | 0         | 0         |           |                     | 0             | Островче       | 98.96     | 0.00      | 0.00      |           |                     | 0.00          |

### Вероизповедания
Численост и дял на населението по вероизповедание според преброяването на населението през 2011 г.:
|                     | Численост | Дял (в %) |
| Общо                | 51 095    | 100.00    |
| Православие         | 25 911    | 50.71     |
| Католицизъм         | 97        | 0.18      |
| Протестантство      | 297       | 0.58      |
| Ислям               | 12 527    | 24.51     |
| Друго               | 36        | 0.07      |
| Нямат               | 1163      | 2.27      |
| Не се самоопределят | 2703      | 5.29      |
| Непоказано          | 8361      | 16.36     |

## Политика

### Общински съвет
Състав на общинския съвет, избиран на местните избори през годините:
| Партия, коалиция или инициативен комитет | 2003    | 2007    | 2011    | 2015    | 2019    |
| Избирателна активност по време на изборите | 56,74 % | 49,68 % | 52,32 % | 45,82 % | 45,68 % |
| Общ брой места | 33      | 33      | 33      | 33      | 33      |
| --- | ------- | ------- | ------- | ------- | ------- |
| ГЕРБ |         | 6       | 13      | 11      | 8       |
| Движение за права и свободи | 6       | 8       | 9       | 7       | 6       |
| Коалиция „БСП за България“ |         |         |         |         | 6       |
| Местна коалиция „Демократична България – обединение“ (Да, България!, Демократи за силна България, Зелено движение, Съюз на демократичните сили, Движение „България на гражданите“)                              |         |         |         |         | 6       |
| Земеделски народен съюз |         |         |         |         | 4       |
| Местна коалиция ВМРО - БНД (Алтернатива за българско възраждане, МИР, ПБС, ВМРО – Българско национално движение)                                                                                                |         |         |         |         | 3       |
| Реформаторски блок |         |         |         | 6       |         |
| Българска социалистическа партия | 17      | 7       | 8       | 6       |         |
| Кауза Разград |         |         |         | 2       |         |
| Български демократичен център |         |         |         | 1       |         |
| Коалиция „Синята коалиция – СДС, ДСБ“ (Съюз на демократичните сили, Демократи за силна България) |         |         | 3       |         |         |
| Атака |         | 3       |         |         |         |
| Коалиция „Социалдемократи за Разград“ (Политическо движение „Социалдемократи“, Българска социалдемокрация, Български социалдемократи)                                                                           |         | 3       |         |         |         |
| Зелена България |         | 2       |         |         |         |
| Коалиция „Обединени демократи“ (Съюз на демократичните сили, Демократи за силна България, Земеделски народен съюз, Съюз на свободните демократи, Демократическа партия, Български демократичен съюз „Радикали“) |         | 2       |         |         |         |
| Румен Адриянов Славев – инициативен комитет |         | 1       |         |         |         |
| Божинел Василев Христов – инициативен комитет |         | 1       |         |         |         |
| Съюз на демократичните сили | 5       |         |         |         |         |
| Национално движение „Симеон Втори“ | 2       |         |         |         |         |
| Национално движение за права и свободи | 1       |         |         |         |         |
| Българска социалдемокрация | 1       |         |         |         |         |
| Български земеделски народен съюз - Народен съюз | 1       |         |         |         |         |

### Кметства
Резултати от местните избори за кметове на кметства, според листата на излъчване:
| Партия, коалиция или инициативен комитет | 2003 | 2007 | 2011 | 2015 | 2019 |
| Общ брой на кметствата | 17   | 19   | 13   | 19   | 13   |
| --- | ---- | ---- | ---- | ---- | ---- |
| Движение за права и свободи | 5    | 6    | 6    | 7    | 7    |
| ГЕРБ |      |      | 3    | 5    | 3    |
| Национален фронт за спасение на България |      |      |      |      | 1    |
| Коалиция „БСП за България“ |      |      |      |      | 1    |
| Земеделски народен съюз |      |      |      |      | 1    |
| Българска социалистическа партия | 3    | 2    | 2    | 4    |      |
| Реформаторски блок |      |      |      | 3    |      |
| Българска социалдемокрация | 1    |      | 1    |      |      |
| Коалиция „Синята коалиция – СДС, ДСБ“ (Съюз на демократичните сили, Демократи за силна България) |      |      | 1    |      |      |
| Инициативни комитети | 1    | 5    |      |      |      |
| Коалиция „Обединени демократи“ (Съюз на демократичните сили, Демократи за силна България, Земеделски народен съюз, Съюз на свободните демократи, Демократическа партия, Български демократичен съюз „Радикали“) |      | 4    |      |      |      |
| Коалиция „Социалдемократи за Разград“ (Политическо движение „Социалдемократи“, Българска социалдемокрация, Български социалдемократи)                                                                           |      | 2    |      |      |      |
| Съюз на демократичните сили | 4    |      |      |      |      |
| Национално движение за права и свободи | 1    |      |      |      |      |
| Български земеделски народен съюз - Народен съюз | 1    |      |      |      |      |
| Национално движение „Симеон Втори“ | 1    |      |      |      |      |

## Транспорт
През средата на общината, от северозапад на югоизток преминава участък от 31,8 km Русе – Самуил – Каспичан – Варна.
През общината преминават изцяло или частично 10 пътя от Републиканската пътна мрежа на България с обща дължина 137 km:
- участък от 25,3 km от Републикански път I-2 (от km 54,6 до km 79,9);
- участък от 31,3 km от Републикански път II-49 (от km 24,7 до km 56,0);
- началният участък от 19,8 km от Републикански път III-204 (от km 0 до km 19,8);
- началният участък от 13,7 km от Републикански път III-205 (от km 0 до km 13,7);
- началният участък от 8,1 km от Републикански път III-206 (от km 0 до km 8,1);
- началният участък от 11 km от Републикански път III-2003 (от km 0 до km 11,0);
- целият участък от 11,9 km от Републикански път III-2004;
- началният участък от 2,9 km от Републикански път III-2005 (от km 0 до km 2,9);
- последният участък от 4,1 km от Републикански път III-2302 (от km 36,6 до km 40,7);
- началният участък от 8,9 km от Републикански път III-4902 (от km 0 до km 8,9).

## Топографски карти
- Лист от карта K-35-5. Мащаб: 1 : 100 000.
- Лист от карта K-35-6. Мащаб: 1 : 100 000.
- Лист от карта K-35-17. Мащаб: 1 : 100 000.
- Лист от карта K-35-18. Мащаб: 1 : 100 000.